# Фишер, Бернд
Бернд Фишер (нем. Bernd Fischer; род. 10 марта 1939) — западногерманский футбольный тренер.

## Биография
Бернд Фишер родился 10 марта 1939 года.
Работал футбольным тренером.
В апреле 1979 — январе 1981 года был главным тренером «Ворматии», выступавшей в южной зоне западногерманской второй бундеслиги. В сезоне-1978/79 под его руководством «Ворматия» завершила сезон на 3-м месте, в Вторая Бундеслига 1978/1979 заняла 10-е место. Всего при Фишере «Ворматия» сыграла 72 матча, одержала 28 побед, 12 раз сыграла вничью, 32 раза проиграла.
В 1980—1981 годах (по другим данным, в октябре-декабре 1981 года) был главным тренером сборной Индонезии.
Кроме того, в 1982 году был советником Футбольной ассоциации Индонезии и тренировал молодёжную сборную Индонезии, выступавшую под маркой команды PSSI Pratama, участвовал с ней в международных турнирах. Высшим достижением команды под руководством Фишера стало третье место на Кубке Мерлиона в Сингапуре.